# Рогожел (Клуж)
Рогожел (рум. Rogojel) насеље је у Румунији у округу Клуж у општини Сакујеу. Oпштина се налази на надморској висини од 992 m.

## Становништво
Према подацима из 2002. године у насељу је живело 718 становника, од којих су сви румунске националности.